# Almost skateboards
Almost Skateboards es una compañía estadounidense fundada por patinadores profesionales y compañeros de negocios, Daewon Song y Rodney Mullen. Desde agosto de 2012, la marca ha sido distribuida por Dwindle Distribution.

## Historia
Esta compañía se fundó en 2003 por Rodney Mullen y Daewon Song luego de que ambos se retiraran de sus patrocinadores previos, Enjoi y Artafact, respectivamente.
Almost skateboards fabrica tablas de patineta usando 7 capas de madera, 8 capas de madera y fibra de carbón. Las tablas son unidas con pegamento de resina epoxi. La fabricación de las tablas con este material está incluida en muchos modelos, los cuales se conocen como soporte de impacto, doble impacto y ultraligeros. 
La compañía lanzó un video en octubre de 2012, en el cual Haslam sorprende a Willow con su primer modelo de tabla profesional en un evento para firmar autógrafos llevado a cabo en Alemania; Willow estaba completamente desinformado de lo que habían planeado. El 26 de noviembre de 2012, “El Mundo de Willow”, un video editado por Mike Manzoori (Sole Technology), fue lanzado en la página web de la revista Transworld Skateboarding para conmemorar el estatus de profesional de este patinador.
En agosto de 2013, Almost colaboró con Nike SB y la revista Transworld Skateboarding en un artículo acerca del patinador amateur Youness Amrani. Subtitulado “Marrakesh Express”, el proyecto combinaba un artículo impreso con un video el cual fue estrenado en el sitio web de la revista el 9 de agosto de 2013. El video camarógrafo Chris Thiesson acompañó a Amrani patinado y viajando entre Casablanca y Marrakesh por la bahía de Rabat, Kenitra y Agadir en Marruecos. Amrani nació en Marruecos, pero creció en Bélgica.

## Equipo (hasta Nov. 4, 2014)

### Profesional
- Rodney Mullen
- Daewon Song
- Chris Haslam
- Cooper Wilt
- Lewis Marnell
- Christoph "Willow" Wildgrube
- Youness Amrani

### Amateur
- Mitchie Brusco

### Locales
A través de la serie "Almost Famous", la compañía introdujo el concepto "Almost Locals" que aplica a skaters que reciben tablas Almost Skateboards para utilizar, pero no están listados como miembros oficiales del equipo.
- Michael Sommer[4]
- Issey Yumiba[5]
- CJ Tambornino[6][7]
- Jean-Marc Johannes[8]
- Daryl Dominguez[9]
- Micky Mariano Papa[10][11]
- Christopher Chann[12]

### Empleados
- Luis Cruz – Brand Manager[13]
- Eric Wollam – Designer[14]
- James Craig – Team Manager[15]